# Myrcianthes callicoma
Myrcianthes callicoma är en myrtenväxtart som beskrevs av Mcvaugh. Myrcianthes callicoma ingår i släktet Myrcianthes och familjen myrtenväxter. IUCN kategoriserar arten globalt som sårbar. Inga underarter finns listade i Catalogue of Life.